# Nansenprisen
Nansenprisen uddeles hvert år af de Forenede Nationers højkommissær for Flygtninge (UNHCR) til en person, gruppe eller organisation som anerkendelse for en ekstraordinær indsats for flygtninge, internt fordrevne og statsløse personer. 

## Baggrund
Nansenprisen blev etableret i 1954 og er opkaldt efter den norske polarfarer, opdagelsesrejsende, diplomat og videnskabsmand Fridtjof Nansen (10. oktober 1861 – 13. maj 1930). Som den første højkommissær for flygtninge i Folkeforbundet var Nansen med til at få indført Nansen-passet i 1922, et internationalt anerkendt identitetsdokument for statsløse flygtninge, hvorfor han samme år blev tildelt Nobels fredspris. 
UNHCR Nansenprisen overrækkes hvert år i Genève, Schweiz, "verdens humanitære hovedstad". Prisen består af en erindringsmedalje, Nansenmedaljen, samt en monetær præmie på 100.000 USD, doneret af den norske og schweiziske regering for at påbegynde et projekt i samråd med UNHCR, der hjælper flygtninge. Den norske og schweiziske regering, Flyktninghjelpen (NRC) og IKEA Foundation støtter UNHCR's Nansenprisen.

## Nansen paneldebat
UNHCR organiserede i 2011 den første Nansen paneldebat i samarbejde med Université of Genève (UNIGE), Fondation Pour Genève samt Académie de droit international humanitaire et droits humains à Genève (ADH). Arrangementet finder nu sted årligt og sammenbringer Genèves intellektuelle miljø, medier og unge for at sætte fokus på flygtningespørgsmålet og UNHCR's arbejde. 
I 2012 deltog Leymah Gbowee, Nobels fredspris-vinder fra 2011, og generalsekretær for Flyktninghjelpen (NRC) Elisabeth Rasmusson samt UNHCR Honorary Lifetime Goodwill Ambassador Barbara Hendricks som en del af panelet under titlen "Les femmes et la reconstruction de la Somalie: du trouble à l'espoir" ("Kvinder og genopbygningen af Somalia: Fra oprør til håb").

## Nomineringer
Nomineringer til Nansenprisen indsendes gennem UNHCR's hjemmeside. Nuværende eller tidligere UNHCR-medarbejdere er ikke kvalificerede. De stærkeste kandidater er dem, som har udvist vedholdenhed og mod, og som personligt har gjort en væsentlig indsat for folk på flugt.  

## Prisvindere
- 1954: Eleanor Roosevelt (USA)
- 1955: Dronning Juliana (Holland)
- 1956: Dorothy D. Houghton (USA) og Gerrit Jan van Heuven Goedhart (posthum) (Holland)
- 1957: Det internationale forbund af Røde Kors- og Røde Halvmåneforeninger
- 1958: David Hoggett (Storbritannien) og Pierre Jacobsen (posthum) (Frankrig)
- 1959: Oskar Helmer (Østrig)
- 1960: Christopher Chataway, Colin Jones, Trevor Philpott og Timothy Raison (Storbritannien)
- 1961: Olav V (Norge)
- 1962: Tasman Heyes (Australien)
- 1963: International Council for Voluntary Agencies
- 1964: May Curwen (Storbritannien), François Preziosi (posthum) (Italien) og Jean Plicque (posthum) (Frankrig)
- 1965: Lucie Chevalley (Frankrig), Ana Rosa Schlieper de Martínez Guerrero (posthum) (Argentina)
- 1966: Jørgen Nørredam (posthum) (Danmark)
- 1967: Prins Bernhard (Holland)
- 1968: Bernard Arcens (Senegal) og Charles H. Jordan (posthum) (USA)
- 1969: Prinsesse Princep Shah (Nepal)
- 1971: Louise W. Holborn (USA)
- 1972: Svana Fridriksdottir (Island)
- 1974: Helmut Frenz (Chile)
- 1975: James J. Norris (USA)
- 1976: Olav Hodne (Norway) og Marie-Louise Bertschinger (posthum) (Schweiz)
- 1977:  Malaysian Red Crescent Society (Malaysia)
- 1978: Seretse Khama (Botswana)
- 1979: Valéry Giscard d'Estaing (Frankrig)
- 1980: Maryluz Schloeter Paredes (Venezuela)
- 1981: Paul Cullen (general) (Australien)
- 1982: Sonja af Norge (Norge)
- 1983: Julius Nyerere (Tanzania)
- 1984: Lewis M. Hiller, Jeff Kass og Gregg Turay (USA)
- 1985: Paulo Evaristo Arns (Brasilien)
- 1986: "Den canadiske befolkning" (modtaget af Canadas generalguvernør Jeanne Sauvé på vegne af Elizabeth II, dronning af Canada)
- 1987: Juan Carlos I (Spanien)
- 1988: Syed Munir Husain (Pakistan)
- 1989: Daisaku Ikeda (Japan)
- 1991: Paul Weis (posthum) (Østrig) og Libertina Appolus Amathila (Namibia)
- 1992: Richard von Weizsäcker (Tyskland)
- 1993: Læger uden grænser
- 1995: Graça Machel (Mozambique)
- 1996: Handicap International
- 1997: Joannes Klas (USA)
- 1998: Mustafa Abdülcemil Qırımoğlu (Ukraine)
- 2000: Jelena Silajdzic (Bosnien-Hercegovina), Abune Paulos (Etiopien), Lao Mong Hay (Cambodja), Miguel Angel Estrella (Argentina) og frivillige fra de Forenede Nationer
- 2001: Luciano Pavarotti (Italien)
- 2002: Arne Rinnan (Norge), MV Tampa og Wallenius Wilhelmsen ASA (se Tampa affair)
- 2003: Annalena Tonelli, (Italien)
- 2004: Memorial Human Rights Centre (Rusland)
- 2005: Marguerite Barankitse (Burundi)
- 2006: Akio Kanai (Japan)
- 2007: Katrine Camilleri (Malta)
- 2008: Chris Clark (Storbritannien) og det libanesiske og internationale personale i de Forenede Nationers mineprogram i det sydlige Libanon.
- 2009: Edward Kennedy (USA)
- 2010: Alixandra Fazzina (Storbritannien)
- 2011: Society for Humanitarian Solidarity (Yemen)
- 2012: Hawa Aden Mohamed (Somalia) for hendes arbejde med Galkayo Education Centre for Peace and Development[3]
- 2013: Angélique Namaika (Demokratiske Republik Congo)[4]
- 2014: Butterflies with New Wings Building a Future (Butterflies) (Red Mariposas de Alas Nuevas Construyendo Futuro) - en columbiansk kvinderettighedsorganisation som arbejder for at hjælpe flygtninge og ofre for seksuel mishandling.
- 2015: Aqeela Asifi (Pakistan) - flygtning og lærerinde fra Afghanistan, som arbejder for undervisning til unge kvindelige flygtninge.
- 2016: Græske frivillige fra Hellenic Rescue Team,[5] og Efi Latsoudi fra PIKPA Village for deres utrættelige indsats for at hjælpe flygtninge, der ankom til Grækenland under flygtningekrisen i Europa[6].

## Eksterne links
- Official homepage for the UNHCR Nansen Refugee Award
- UNHCR
- Pictures of the 2012 Nansen Refugee Award ceremony
- Interview with “Mama” Hawa Aden Mohamed, 2012 Nansen Refugee Award, by Global Education Magazine, in the special edition of World Refugee Day.